# 东风4DF型柴油机车
东风4DF型柴油机车（DF4DF）是中国铁路使用的电力传动柴油机车车型之一，由大连机车车辆厂于1999年为达成铁路有限责任公司研制。东风4DF型机车是在东风4D型提速客运机车基础上开发研制的干线客货运通用柴油机车，增加了向旅客列车供电的功能，既能牵引列车又可以取代客运列车中的发电车向列车空调、电加热器和照明等供电。机车动力装置采用一台16V240ZJD型柴油机，牵引传动系统采用JF210型主副共轴同步发电机和ZD109B型牵引电动机，列车供电制式为380伏特三相交流电。机车标称功率为3,300马力（2,425千瓦），向列车供电时机车标称功率则调整为2,870马力（2,110千瓦），最大运用速度为120公里/小时。1999年至2004年间，大连机车车辆厂共生产了25台东风4DF型机车，分别交付达成铁路公司和石长铁路公司使用。

## 发展历史

### 开发背景
达成铁路是由中华人民共和国铁道部和四川省政府共同投资修建的国家一级干线，于1997年12月25日全线通车。同月，出资双方在成都市正式成立了达成铁路有限责任公司，负责经营达成铁路的客、货运输及相关服务。合资铁路公司在经营方式、机构设置、生产组织、运价浮动等方面均比国家铁路享有更大的自主经营权，自负盈亏的达成铁路公司以强化低成本运营和拓展客货营销作为经营策略。。1998年，随着达成铁路即将从临管运营向正式运营过渡，达成铁路公司决定自1999年起开行空调旅客列车，以提高铁路客运对于公路运输的竞争力。当时，中国国内的空调客运列车编组普遍挂有一节空调发电车供电，给列车内空调、电暖、照明等提供电源，但若从营运成本上考虑，购置一台发电车需要约370万元人民币，加上发电车需要配备相关的维修保养人员，这对于资金并不充裕的达成铁路公司而言是一笔不小的负担。因此，达成铁路公司为了提高经济效益，于1998年开始研究在旅客列车取消发电车、改由机车直接向列车供电的可行性，以最大限度的压缩机车车辆购置及维修成本、工资成本及有关运输成本。如果以机车能够代替发电车向列车供电，则可减少发电车的购置、维修、折旧、燃油、人员等费用，并可在旅客列车增加一辆载客车厢，从而提高铁路运输能力。

### 研制过程
由于当时中国国内还没有可以直接向旅客列车供电的柴油机车，达成铁路公司为此向大连机车车辆厂接洽，希望能够定制一款配备列车供电功能的新型柴油机车。达成铁路公司与大连机车车辆厂和永济电机厂合作，对三种不同的技术方案进行比较。第一种方案是在机车上加装一台输出功率约500千瓦的柴油发电机组，缺点是其体积较为庞大，除非机车采用单司机室布置，否则机车上的空间不能满足要求。第二种方案是加装单独的供电发电机和供电励磁机，两者由柴油机通过起动变速箱驱动，并使用无刷励磁主发电机以腾出励磁机位置，缺点是起动变速箱负载达到500千瓦，设计上有一定困难。第三种方案是装用同轴主副发电机，利用机车的柴油发电机组向机车供电，需重新设计控制系统及发电机，并要求机车柴油机有足够大的功率支持。通过对上述三种方案的论证，大连机车车辆厂最终采纳了第三种方案，决定以装用16V240ZJD型柴油机的东风4D型提速客运机车为基础进行重新设计，在原来的主发电机基础上加装同轴副发电机，并由微机系统判断并执行对机车的牵引及供电控制。该型机车被定型为东风4DF型柴油机车，并成为中国铁路第一种具备列车供电功能的柴油机车。
1998年12月，达成铁路公司与大连机车车辆厂签订销售合同，购买首批4台东风4DF型柴油机车。1999年1月19日，大连机车车辆厂下发了该型机车的设计任务书。1999年4月16日，首台东风4DF型柴油机车在大连机车车辆厂落成出厂。由于该型机车在达成铁路的使用情况良好，引起了湖南省石长铁路有限责任公司的兴趣，同年石长铁路公司亦向大连机车车辆厂订购了2台东风4DF型机车。此后，达成铁路公司在2000年至2004年间，又先后向大连机车车辆公司订购了四批共20台的东风4DF型机车。至2004年停产为止，大连机车车辆公司累计生产了25台东风4DF型机车。

### 运用历史

#### 达成铁路公司／成都局集团公司
1999年5月，首批4台东风4DF型机车（0349～0352）交付达成铁路公司南充东机务段。同时，达成铁路公司还同时租赁了20辆25G型空调硬卧车作为配套。1999年5月8日，达成铁路公司在南充站举行空调列车首发仪式暨新闻发布会，标志着东风4DF型机车正式投入运用。配属达成铁路公司南充东机务段的东风4DF型机车主要担当达州至南充、南充至成都的管内旅客列车及部分货物列车的牵引任务。该型机车在首年的运用考核期间，机车的牵引及发电功能基本稳定，但存在主整流柜易烧损、副发电机散热不良等技术问题。达成铁路公司与大连机车车辆厂及永济电机厂协商后，于2001年对主发电机和主硅整流柜等部分进行改进，使机车性能和可靠性渐趋稳定。2001年，南充东机务段与客运公司库检车间、南充东货车列检所合并，成立南充机辆段，统一管理公司所属全部机车车辆设备的使用和检修。同年4月，铁道部于汉丹铁路、襄渝铁路、达成铁路组成的武蓉快速通道进行提速牵引试验，试验列车在武昌至襄樊北间采用东风11型柴油机车牵引，襄樊北至重庆间采用韶山7C型电力机车牵引，而达州（流溪场）至成都间则使用达成铁路公司的东风4DF型机车牵引。
在达成铁路完成电气化及扩能改造工程以前，东风4DF型机车曾经是达成铁路公司的主力客运机车，活跃于牵引达成铁路本线的各次管内旅客列车，包括由25G型空调客车和25B型非空调客车混编组成的管内旅客列车（5627～5647次）、由25B空调双层客车（达成铁路公司于2001年购入10辆25B型双层客车）组成的管内快速旅客列车（K939/940次、K947/948次），以及部分经由达成铁路运行的中长途跨线客运列车。2004年11月，随着达万铁路正式开通客运业务，原达成铁路有限责任公司与达万铁路有限责任公司重组为新的达成铁路有限责任公司，南充机辆段的东风4DF型机车开始担当达万铁路的牵引任务。
2007年起，时任铁道部部长刘志军提出了对地方合资铁路公司进行托管的计划。2008年7月，达成铁路有限责任公司将达成铁路和达万铁路的运输生产经营委托给成都铁路局直接管理（铁路基础设施和机车车辆等设备仍属达成铁路有限责任公司的资产），达成铁路公司属下的遂宁车务段、南充客运段、南充机辆段被撤销，原南充机辆段的机务部分合并到成都机务段，而车辆部分合并到成都东车辆段，原配属南充机辆段的东风4DF型机车自此改配属成都机务段。至2009年4月达成铁路完成扩能改造的前夕，成都机务段的东风4DF型机车主要担当N743/744次（南充—达州）、N767/768次（达州—成都）、N792/789、N790/791次（成都—万州）、N796/793、N794/795次（成都—万州）、K351/352次（成都—上海南）、T247/248次（成都—武昌）、T125/126次（成都—东莞东）等旅客列车在达成铁路和达万铁路的牵引任务。
随着达成铁路扩能改造工程（遂成铁路）于2009年7月建成通车，达州和成都之间于2010年9月开行由CRH1A型电力动车组担当的和谐号列车，东风4DF型机车亦随之退出了达成铁路。2010年10月20日，成都铁路局调整管内部分旅客列车运行图，新增了成都至绵阳及江油的成绵江城际列车，即T8891/8892次、T8893/8894次、T8895/8896次列车（2011年7月1日更改为T8901/8912次、T8903/8902次、T8905/8904次、T8907/8906次、T8909/8910次列车），使用东风4DF型机车牵引25B型双层空调客车经由宝成铁路运行。2011年6月，经由成渝铁路和内昆铁路行驶的K9445/K9446次旅客列车（成都—宜宾），开始使用成都机务段的东风4DF型机车代替韶山3型电力机车牵引，同时列车编组由12辆25B型双层空调客车改为10辆，并取消了空调发电车。2012年3月，广元至巴中的广巴铁路开通客运业务，并使用成都机务段的东风4DF型机车担当广元南至巴中间旅客列车牵引任务。同年，成都机务段开始被封存部分车况欠佳的东风4DF型机车，达成铁路公司并将部分闲置机车被出售给广西沿海铁路股份有限公司（4台）和四川省铁路集团有限责任公司（5台）。
2014年4月13日，成绵江城际列车所使用的25B型双层空调客车更换成DC600V供电的25G型空调客车，并改由成都机务段的韶山7C型电力机车牵引。同年，K9445/K9446次旅客列车恢复由韶山3型电力机车牵引。2016年1月，单线电气化的巴达铁路通车后，成都至巴中的旅客列车改由遂成线、达成线、巴达线运行，广巴铁路暂停客运业务。同年，成都机务段余下的东风4DF型机车大部分已经停运及封存。

#### 石长铁路公司／广州局集团公司
1999年，由铁道部和湖南省政府共同投资的石长铁路有限责任公司，向大连机车车辆厂订购了2台东风4DF型柴油机车（0530～0531），配属石长铁路有限责任公司益阳机辆事业部益阳机辆段运用，主要担当长沙—益阳—石门县北之间的旅客列车牵引任务。2003年，该两台机车改配属广州铁路集团长沙机务段。2005年，中国铁道部实施撤销全国铁路分局的体制改革，原长沙铁路总公司被撤销，原岳阳机务段、长沙机务段、娄底机务段、衡阳机务段、郴州机务段等单位相继合并到株洲机务段，原配属长沙机务段的两台东风4DF型机车均改配属株洲机务段长沙运用车间。2009年初，株洲机务段的两台东风4DF型机车均取消了列车供电装置，被改造成普通的东风4D型提速客运机车。2021年，东风4D型0531号机车被调拨到广州局集团公司广州大型养路机械运用检修段（广州大机段），用于牵引轨道工程车辆。

#### 广西沿海铁路公司／南宁局集团公司

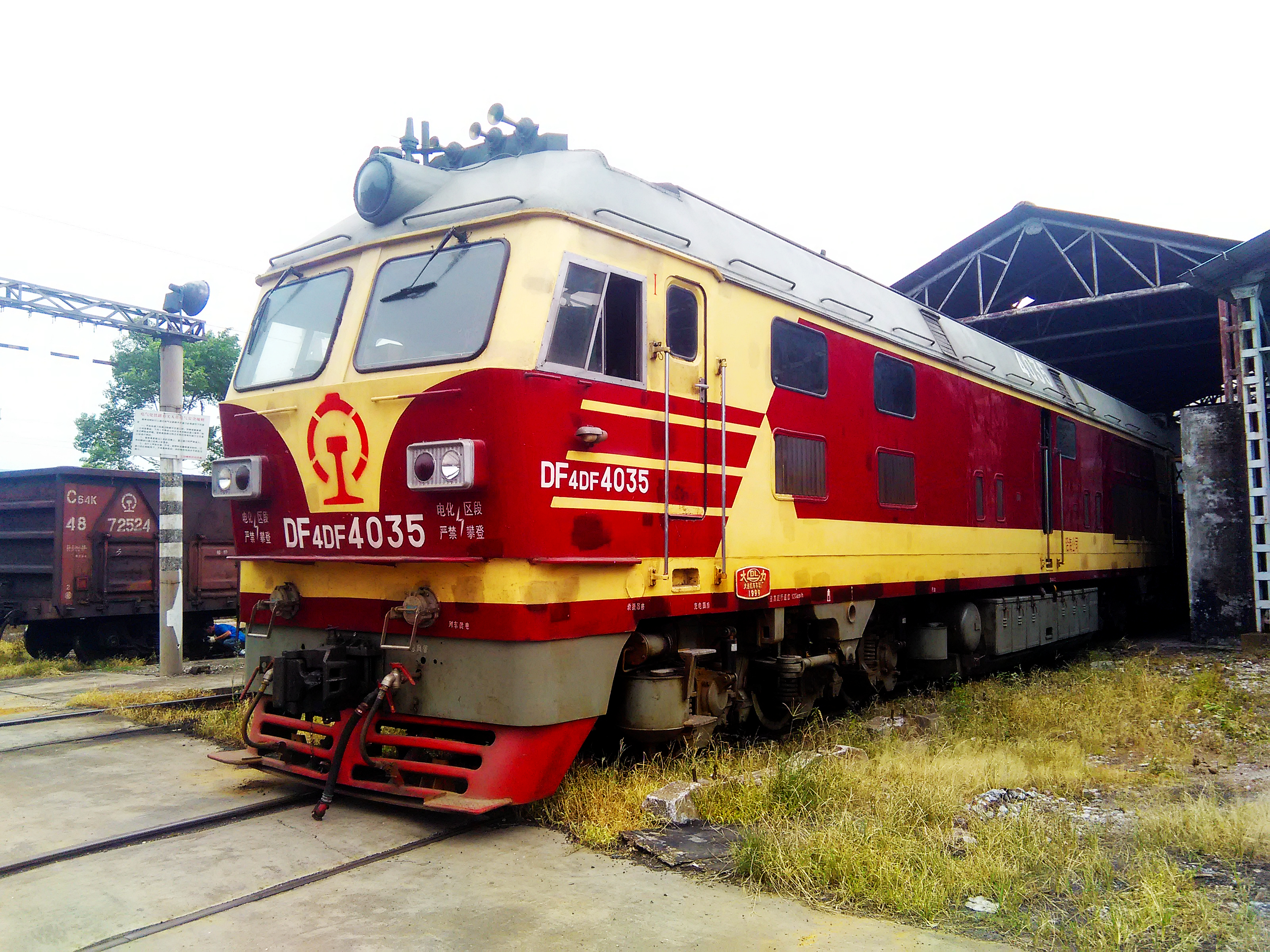
广西沿海铁路公司的东风4DF型4035号机车在柳州机车车辆厂内

2012年4月，由铁道部和广西壮族自治区人民政府共同出资组建的广西沿海铁路股份有限公司，投资772.2万元人民币向达成铁路有限责任公司购入4台二手的东风4DF型机车（4034～4035、4057～4058），配属广西沿海铁路公司南宁南机务运用段，投入南防铁路、钦北铁路、黎钦铁路运用。2012年6月，来往北海至南宁之间的K9319/9320次旅客列车，开始使用东风4DF型机车和25G型空调硬座车营运，取代了原有的NYJ1型“北海号”柴油动车组。2014年4月，随着南钦高速铁路和钦北高速铁路建成通车，经由既有线运行的K9319/9320次旅客列车停运。2016年4月，玉林至铁山港的玉铁铁路正式开通客运，南宁铁路局利用东风4DF型机车和25G型空调硬座车，开行博白至贵港的K9331/9332次旅客列车（同年7月1日起延长至南宁，车次改为K9328/5、K9326/7次）。南宁局集团公司于2017年12月28日调整列车运行图后，K9328/5、K9326/7次旅客列车因客流原因停运。此后，广西沿海铁路公司的东风4DF型机车主要用于牵引南防铁路、钦北铁路、钦港铁路的小运转货物列车和铁路职工通勤列车。2022年6月，广西沿海铁路公司开始使用HXD3D型7001号、7002号电力机车担当南防铁路通勤列车的牵引任务，替换下来的东风4DF型机车停运及封存。

#### 四川省铁路集团公司
2012年11月底，四川省铁路集团有限责任公司通过属下的四川省铁路兴鑫物流有限公司，向达成铁路有限责任公司购买了五台东风4DF型柴油机车。四川省铁路兴鑫物流公司接手这批二手机车后，旗下的机车车辆维修中心在泸州机务段设临时维修基地对其进行整修。2015年上半年，四川省铁路集团公司为了提高铁路运输能力，再次以较低价格从达成铁路公司购得两台东风4DF型柴油机车。四川省铁路集团公司的东风4DF型机车交由多家下属子公司调配使用，包括川铁（宜宾）铁路有限责任公司、川铁（泸州）铁路有限责任公司、四川归连铁路有限公司等，主要运用于纳叙铁路、归连铁路、隆纳铁路、隆黄铁路、金筠铁路、叙大铁路等地方铁路。2019年1月，由于川铁（宜宾）铁路公司承接的南充化学工业园区铁路专用线建成通车，川铁（宜宾）铁路公司向兴鑫物流有限公司租用东风4DF型4077号机车，并以公路运输方式将完成中修后的机车运送至南充，投入该专用线使用。2021年5月，四川省铁路产业投资集团有限责任公司和四川省交通投资集团有限责任公司所属的四川省铁路集团公司进行整合，成立了四川蜀道铁路投资集团有限责任公司。2021年12月，蜀道铁路投资集团向达成铁路有限责任公司购入东风4DF型4061号、4080号机车。

#### 内蒙古力拓铁路服务公司
2019年12月，内蒙古力拓铁路服务有限公司向达成铁路有限责任公司购入两台封存在成都机务段的东风4DF型4059号机车（714,710元人民币）和东风4DF型4076号机车（928,993元人民币）。2020年初，该两台机车在进行翻修后被改造成东风4D型货运机车，构造速度变更为100公里/小时。随后这两台机车被酒泉钢铁（集团）有限责任公司租用，在内蒙古自治区额济纳旗的嘉策铁路投入运用。

#### 中铁十五局集团
2018年10月，中铁十五局集团轨道交通运营公司朔黄铁路运输处向达成铁路有限责任公司租用东风4DF型4169号机车，在朔黄铁路肃宁北站担任重载煤炭列车的调车和小运转任务。2020年10月，中铁十五局集团轨道交通运营公司租用东风4DF型4167号机车，作为朔黄铁路黄骅港站的调车机车。

## 机车列表
| 机车编号                                          | 配属情况 | 生产年份 | 备注                                                                                         |
| ------------------------------------------------- | --- | -------- | -------------------------------------------------------------------------------------------- |
| DF4DF-0349                                        | 达成铁路有限责任公司南充东机务段（1999年—2001年） 达成铁路有限责任公司南充机辆段（2001年—2008年） 成都铁路局成都机务段（2008年—2017年） 成都局集团公司成都机务段（2017年—）                                             | 1999年   | 2019年起由峨眉山西南铁路物资能源动力有限公司租用，运用于四川省达州钢铁集团专用线             |
| DF4DF-0350                                        | 达成铁路有限责任公司南充东机务段（1999年—2001年） 达成铁路有限责任公司南充机辆段（2001年—2008年） 成都铁路局成都机务段（2008年—2017年） 成都局集团公司成都机务段（2017年—）                                             | 1999年   | 2019年起由峨眉山西南铁路物资能源动力有限公司租用，运用于四川省达州钢铁集团专用线             |
| DF4DF-0351                                        | 达成铁路有限责任公司南充东机务段（1999年—2001年） 达成铁路有限责任公司南充机辆段（2001年—2008年） 成都铁路局成都机务段（2008年—2017年） 成都局集团公司成都机务段（2017年—）                                             | 1999年   | 中铁十一局向达成铁路公司租赁                                                                 |
| DF4DF-0352                                        | 达成铁路有限责任公司南充东机务段（1999年—2001年） 达成铁路有限责任公司南充机辆段（2001年—2008年） 成都铁路局成都机务段（2008年—2017年） 成都局集团公司成都机务段（2017年—）                                             | 1999年   | 中铁十一局向达成铁路公司租赁                                                                 |
| DF4DF-0530                                        | 石长铁路有限责任公司益阳机务段（1999年—2003年） 广州铁路集团长沙机务段（2003年—2005年） 广州铁路集团株洲机务段（2005年—2011年） 广州局集团公司长沙机务段（2011年—）                                                     | 1999年   | 于2009年取消列车供电装置，车号改为DF4D-0530 2021年起调广州大机段运用                         |
| DF4DF-0531                                        | 石长铁路有限责任公司益阳机务段（1999年—2003年） 广州铁路集团长沙机务段（2003年—2005年） 广州铁路集团株洲机务段（2005年—2011年） 广州局集团公司长沙机务段（2011年—）                                                     | 1999年   | 于2009年取消列车供电装置，车号改为DF4D-0531 2021年起调广州大机段运用                         |
| DF4DF-4034 ～ DF4DF-4035 DF4DF-4057 ～ DF4DF-4058 | 达成铁路有限责任公司南充东机务段（1999年—2001年） 达成铁路有限责任公司南充机辆段（2001年—2008年） 成都铁路局成都机务段（2008年—2012年） 广西沿海铁路股份有限公司南宁南机务运用段（2012年—）                             | 2000年   | 2022年6月封存                                                                                |
| DF4DF-4059                                        | 达成铁路有限责任公司南充东机务段（2000年—2001年） 达成铁路有限责任公司南充机辆段（2001年—2008年） 成都铁路局成都机务段（2008年—2017年） 成都局集团公司成都机务段（2017年—2019年） 内蒙古力拓铁路服务有限公司（2020年—） | 2000年   | 2000年11月30日交付达成铁路公司投入运用，2012年10月15日起封存，2020年初改造成东风4D型货运机车 |
| DF4DF-4060                                        | 达成铁路有限责任公司南充东机务段（2000年—2001年） 达成铁路有限责任公司南充机辆段（2001年—2008年） 成都铁路局成都机务段（2008年—2012年） 四川省铁路集团有限责任公司（2012年—）                                           | 2000年   | 由川铁（泸州）铁路有限责任公司运用                                                           |
| DF4DF-4061                                        | 达成铁路有限责任公司南充东机务段（2000年—2001年） 达成铁路有限责任公司南充机辆段（2001年—2008年） 成都铁路局成都机务段（2008年—2021年） 四川蜀道铁路投资集团有限责任公司（2021年—）                                     | 2000年   | 由四川归连铁路有限公司运用                                                                   |
| DF4DF-4062                                        | 达成铁路有限责任公司南充东机务段（2000年—2001年） 达成铁路有限责任公司南充机辆段（2001年—2008年） 成都铁路局成都机务段（2008年—2012年） 四川省铁路集团有限责任公司（2012年—）                                           | 2000年   | 由四川归连铁路有限公司运用                                                                   |
| DF4DF-4074                                        | 达成铁路有限责任公司南充机辆段（2001年—2008年） 成都铁路局成都机务段（2008年—2012年） 四川省铁路集团有限责任公司（2012年—）                                                                                             | 2001年   | 由川铁（宜宾）铁路有限责任公司运用                                                           |
| DF4DF-4075                                        | 达成铁路有限责任公司南充机辆段（2001年—2008年） 成都铁路局成都机务段（2008年—2017年） 成都局集团公司成都机务段（2017年—）                                                                                               | 2001年   | 2019年起由峨眉山西南铁路物资能源动力有限公司租用，运用于彭州石化基地铁路专用线               |
| DF4DF-4076                                        | 达成铁路有限责任公司南充机辆段（2001年—2008年） 成都铁路局成都机务段（2008年—2017年） 成都局集团公司成都机务段（2017年—2019年） 内蒙古力拓铁路服务有限公司（2020年—）                                                   | 2001年   | 2001年7月31日交付达成铁路公司投入运用，2012年6月12日起封存，2020年初改造成东风4D型货运机车   |
| DF4DF-4077                                        | 达成铁路有限责任公司南充机辆段（2001年—2008年） 成都铁路局成都机务段（2008年—2012年） 四川省铁路集团有限责任公司（2012年—）                                                                                             | 2001年   | 由川铁（宜宾）铁路有限责任公司运用，南充石化工业园区铁路专用线调车机车                       |
| DF4DF-4080                                        | 达成铁路有限责任公司南充机辆段（2002年—2008年） 成都铁路局成都机务段（2008年—2021年） 四川蜀道铁路投资集团有限责任公司（2021年—）                                                                                       | 2002年   | 由四川归连铁路有限公司运用                                                                   |
| DF4DF-4081                                        | 达成铁路有限责任公司南充机辆段（2002年—2008年） 成都铁路局成都机务段（2008年—2015年） 四川省铁路集团有限责任公司（2015年—）                                                                                             | 2002年   | 由川铁（宜宾）铁路有限责任公司运用                                                           |
| DF4DF-4091                                        | 达成铁路有限责任公司南充机辆段（2003年—2008年） 成都铁路局成都机务段（2008年—2017年） 成都局集团公司成都机务段（2017年—）                                                                                               | 2003年   | 2019年起由峨眉山西南铁路物资能源动力有限公司租用，运用于彭州石化基地铁路专用线               |
| DF4DF-4092                                        | 达成铁路有限责任公司南充机辆段（2003年—2008年） 成都铁路局成都机务段（2008年—2017年） 四川省铁路集团有限责任公司（2017年—）                                                                                             | 2003年   | 由川铁（泸州）铁路有限责任公司运用                                                           |
| DF4DF-4167                                        | 达成铁路有限责任公司南充机辆段（2004年—2008年） 成都铁路局成都机务段（2008年—2072年） 成都局集团公司成都机务段（2017年—2020年） 中铁十五局轨道交通运营公司朔黄铁路运输处（2020年—）                                     | 2004年   | 中铁十五局向达成铁路公司租赁                                                                 |
| DF4DF-4168                                        | 达成铁路有限责任公司南充机辆段（2004年—2008年） 成都铁路局成都机务段（2008年—2017年） 成都局集团公司成都机务段（2017年—）                                                                                               | 2004年   | 现状不明                                                                                     |
| DF4DF-4169                                        | 达成铁路有限责任公司南充机辆段（2004年—2008年） 成都铁路局成都机务段（2008年—2017年） 成都局集团公司成都机务段（2017年—2018年） 中铁十五局轨道交通运营公司朔黄铁路运输处（2018年—）                                     | 2004年   | 中铁十五局向达成铁路公司租赁                                                                 |

## 技术特点

### 总体布置
东风4DF型柴油机车是干线客货运用的六轴柴油机车，机车标称功率为3,300马力（2,425千瓦），向列车供电时机车标称功率则调整为2,870马力（2,110千瓦），构造速度为120公里/小时，运转整备重量为138吨。东风4DF型机车的车体结构及设备布置与东风4D型机车大致相同，采用双司机室、内走廊式、全钢焊接结构的框架式侧墙承载车体，车体由左右侧壁、底架、车顶、内部隔墙、两端司机室等部分焊接在一起，车体主要骨架采用16Mn低合金钢材。车体长度为20,660毫米，车钩中心线间距为21,100毫米，车体宽度为为3,309毫米，车体高度为4,500毫米。车体两端设有同等功能的司机室，可双向操纵机车。车体底架两端装有13号下作用车钩和牵引缓冲装置，机车两端各设有两个列车供电插座。车体底架下部两台转向架之间吊挂着一个燃油箱，燃油箱容量为9,000升。燃油箱两侧设有铅酸蓄电池组，燃油箱前后端各装有一个总风缸。
机车从前到后分别为第一司机室、电气室、传动室、动力室、冷却室、辅助室、第二司机室七个部分，除司机室外其余各室顶部均设计成活动顶盖，以便拆装车内部件。司机室内机车运行方向的左侧设有包含一系列仪表和按钮的司机操纵台、空气制动机的自动制动阀和单独制动阀等，右侧设有副司机座席、控制开关及电炉等，司机室还设有空调和电冰箱。与东风4D型机车相比，东风4DF型机车在第一司机室与电气室之间的隔墙增设一道门，以便司机检查电气室内设备状况，因此只有第二司机室的后壁设有手制动装置手轮。电气室内设有电气控制柜、制动电阻柜和DLC型微机控制装置。传动室内设有主硅整流柜、励磁整流柜、行车安全装置和新增的列车供电控制柜等电气设备，以及由启动变速箱驱动的起动发电机、励磁机、前转向架牵引电动机通风机等辅助设备。位于机车中部的动力室内安装了一套柴油发电机组，并设有空气滤清器、燃油滤清器、燃油输送泵、机油滤清器、机油热交换器、膨胀水箱等辅助设备。动力室顶棚两侧设有车体通风机，将柴油机运转时产生的燃气和热风抽出。为了方便对动力装置的检修，机车除了在司机室设有侧门外，在动力室的两侧也设有一对侧门。 
冷却室内设有冷却水系统和散热装置，冷却室顶部装有V型结构的机械胀接式散热器，及以两个直径为1,600毫米的轴流式冷却风扇，冷却风扇由静液压马达传动。机车设有两套独立的循环冷却水系统，分别为冷却柴油机的加压封闭循环高温冷却水系统（12个散热器单节），以及冷却增压空气、机油、静液压传动油的低温冷却水系统（32个散热器单节）。散热器下方设有静液压变速箱、后转向架牵引电动机通风机、空气压缩机等，柴油机自由端通过传动轴与静液压变速箱相连，并通过尼龙绳传动轴带动后转向架牵引电动机通风机。冷却室左右两侧侧壁各设有六个通风百叶窗口。辅助室内取消了东风4D型机车上配备的预热锅炉，代之以一台50千瓦的里卡多6105型辅助柴油发电机组，它既可以独立运转也可和主柴油机同时运行，主要作为柴油机起动预热能源，当同轴副发电机故障时亦可以向列车继续提供应急电源，装设辅助柴油发电机组的设计后来亦被沿用到东风4DJ型柴油机车上。空气制动装置采用JZ-7型空气制动机，并采用两台NPT5型空气压缩机与之配合，制动机可以单独制动机车或同时制动机车和列车。停放制动采用手制动装置。

### 柴油机
东风4DF型机车的动力装置与东风4D型机车相同，装用一台由大连机车车辆工厂制造的16V240ZJD型柴油机，该型柴油机是在16V240ZJB型和16V240ZJC型柴油机的基础上，通过与英国里卡多公司的技术合作对柴油机结构作出改良，于1986年开发完成的大功率柴油机，为240/275系列柴油机产品之一。16V240ZJD型柴油机是一款16气缸、四冲程、V型结构、直接喷射、废气涡轮增压、增压空气中间冷却的中速柴油机。气缸内径为240毫米，活塞行程为275毫米，气缸V形夹角为50°，额定转速为每分钟1000转，最低空载转速为每分钟430转，平均有效压力为1.774兆帕，UIC标定功率为4,400马力（3,240千瓦），装车功率为4,000马力（2,940千瓦），额定满功率运转时的燃油消耗量为152克/有效马力·小时（207克/有效千瓦·小时），设计使用寿命为25000小时。

### 传动系统
东风4DF型机车采用交—直流电传动装置，柴油机曲轴通过弹性联轴节驱动一台交流同步发电机发出三相交流电，经由硅二极管组成的三相桥式整流装置整流为直流电后，再将电能输送给两台转向架上的六台并联连接的直流牵引电动机，通过传动齿轮驱动轮对。

#### 牵引发电机
牵引发电机采用永济电机厂制造的JF210型三相交流同步发电机，这种发电机是在东风4D型机车采用的TQFR-3000E型同步主发电机基础上，通过延长其电枢轴并在其前端加装为列车供电的同轴副发电机而成。主发电机的设计和性能和TQFR-3000E型发电机相同，额定容量为2,911千伏安，额定电压为425／770伏特，额定电流为3,955／2,183安培，额定转速为每分钟1,000转，定子及转子绝缘等级均为H级，冷却方式为径向自通风式。副发电机是一台专门用于为列车供电的三相交流工频同步发电机，额定功率为500千伏安，输出电压为380伏特交流电，额定电流为1180安培。主发电机由一台GQL-45型三相感应子交流发电机励磁，励磁机由柴油机通过启动变速箱驱动，其发出的交流电经励磁整流器转换为直流电后，给发电机的转子励磁绕组励磁。副发电机由一台JGL410型副励磁机提供励磁电流。主、副励磁机都是由DLC型微机控制系统（下述）来控制。
东风4DF型机车投入运用后，为了解决副发电机散热不良的问题，于2001年改装永济电机厂研制的JF210C型同步发电机，将副发电机转子磁极由原来的隐极式散嵌结构改为凸极式结构。后来，永济电机厂在JF210C型发电机的基础上，又分别为金轮号柴油动车组研制了JF210D型发电机，以及为普天号柴油动车组研制的JF210E型发电机。

#### 硅整流装置
牵引发电机发出的三相交流电由硅整流装置转换成直流电，由风冷式硅二极管元件组成三相桥式全波整流电路。东风4DF型机车初期使用GTF-5100/1250型硅整流装置，整流装置有六个串联的整流桥臂，每一桥臂有两个并联的ZP2500-28型整流二极管，每台机车共有12个整流二极管元件。硅整流装置的最大直流输出电压为1250伏，额定直流输出电流为5100安培。机车投入运用后为了解决主整流柜易烧损的问题，东风4DF型机车于2001年改为使用GTF-5070/1250型硅整流装置，硅整流装置有六个串联的整流桥臂，每一桥臂有三个并联的ZP2500-28型整流二极管，每台机车共有18个整流二极管元件。

#### 牵引电动机
东风4DF型机车采用与东风4D型提速客运机车相同的ZD109B型四极直流串励牵引电动机。额定功率为530千瓦，额定电压为670伏，额定电流为845安培，额定转速为每分钟770转，最高转速为每分钟2,385转，定子及电枢绝缘等级均为H级，冷却方式为强迫通风。为了扩大机车的恒功率调速范围，还可以对牵引电动机进行一级磁场削弱，磁场削弱率初期为68%。

#### 电阻制动装置
机车设有两台与东风4D型机车相同的二级电阻制动装置。在电阻制动工况时牵引电动机变为他励直流发电机工作，其激磁绕组全部串联由牵引发电机经硅整流柜供电，并由励磁调节器通过控制励磁机的励磁，从而间接控制牵引发电机输出给牵引电动机的励磁电流；牵引电动机发出的电流输入到车上两个电阻制动柜，将电能通过电阻器转化为热能消耗掉。为了提高机车在低速行驶时的制动力，电阻制动分为两级扩展特性控制。最大制动电流限制为650安培，最大电阻制动功率为3,700马力（2,730千瓦）。此外，为了使机车在静止状态测定各档位的输出功率和性能，机车还可以利用制动电阻作为自负荷试验的负载。

### 控制系统
东风4DF型机车在控制系统方面和东风4D型机车相比有较大的变化。东风4DF型机车采用DLC型微机控制系统判断并执行对机车的牵引及供电控制，取代了东风4D型机车上由联合调节器油马达驱动功调电阻的励磁调节装置，以及相关的测速发电机、电压调整器和电阻制动控制器。DLC型微机控制系统是在由大连机车车辆厂和通用电气公司合作为东风6型柴油机车开发的车载微机控制系统的基础上，于1996年开始自行研制的多功能实时控制系统。DLC控制系统以英特尔80C196微处理器为核心，可以自动完成发电工况和非发电工况下机车的恒功控制，以及电阻制动控制、列车供电控制、辅助发电控制等功能。微机控制系统和SCM型信号检测装置共同运作，SCM系统参考自通用电气Dash 8系列机车的信号检测技术，该系统接收从传感器发送的各种反馈信号并进行处理，包括柴油机转速、发电机输出电压、发电机输出电流和机车速度信号。
当机车向列车供电时为了保障供电的稳定性，柴油机转速将由微机系统固定保持在每分钟940～1000转，使副发电机输出恒定的380伏特50赫兹三相交流电，供电制式为Y形接法的交流三相四线制，设计输出容量为480千伏安。此时改变司机控制器手柄档位不再改变柴油机转速（由于东风4DF型机车使用了微机控制，因此司机控制器亦改为16位有档无级调速），而是通过DLC控制器控制励磁机输出的励磁电流，从而改变牵引发电机的输出功率。由于副发电机与主发电机同轴，机车向列车供电时将消耗最多350千瓦的功率，而机车标称功率则相应下降至2,870马力（2,110千瓦）。

### 转向架
机车走行部与东风4D型提速客运机车相同，机车轴式为Co-Co，采用两台可互换的三轴半悬挂转向架，轴距为2×1,800毫米。转向架采用钢板组焊成封闭式箱形结构的“目”字形构架，由箱形截面的两根侧梁、两根横梁、前后端梁组焊而成，并分别焊有旁承座、拉杆座、外侧弹簧座、牵引拐臂座、电机吊杆座、水平杠杆座、横向止挡、制动座、制动缸座及砂箱座等。
轮对轴箱内装有圆柱滚子轴承，轴箱定位装置采用拉杆式弹性定位结构，依靠装有橡胶关节元件的轴箱拉杆来实现轴箱的横向和纵向定位。转向架采用四点支承的旁承装置，车体全部重量通过八个旁承由两台转向架支承。此外，转向架侧梁与车体底架间还设有弹性侧挡装置，使转向架进出曲线时能够相对与车体进行回转运动。弹簧悬挂装置分为一系悬挂和二系悬挂两部分。一系悬挂为轴箱与构架之间的轴箱螺旋弹簧和橡胶垫，并在1、3、4、6轴装有并列的垂向液压减震器；二系悬挂为转向架构架与车体之间的旁承橡胶堆和横向液压减震器。一系悬挂静挠度为121毫米，二系悬挂静挠度为15毫米，总静挠度为136毫米。牵引力和制动力通过低位平行四杆牵引杆机构传递，牵引点高度距离轨面725毫米。
牵引电动机驱动方式继承了东风4D型提速客运机车的滚动轴承抱轴半悬挂结构。牵引电动机的一侧通过滚动轴承刚性地支承在车轴上，另一侧通过弹性元件（橡胶垫）和吊杆悬挂在转向架构架。牵引电动机采用顺置方式，即电动机都放在车轴的同一侧，有利于减少轴重转移。牵引齿轮传动比为3.53（60：17），最高运行速度为120公里/小时。基础制动方式为带闸瓦间隙自动调节器的单侧单闸瓦踏面制动，每个车轮各有一套制动装置，当机车施行制动时，制动缸从空气制动机获得压缩空气，并通过杠杆机构使闸瓦抱轮产生制动作用。停车制动为手制动装置。

## 重大事故
- 2001年7月13日晚上8时53分，达成铁路有限责任公司南充东机务段的东风4DF型0352号机车，牵引29008次货物列车（编组55辆、总重3,281吨）从南充东站始发开往达县。晚上10时14分，当列车行驶至达成铁路营山至小桥间，由于机后第11节平车装载的石油钻井设备操作平台未有进行适当加固便被装车，捆绑左侧输入传动箱的铁线受拉伸作用而断裂，致使传动箱摇臂向右转动倾倒并且超出车辆边缘1,800毫米，在21.479公里距离内连续击倒数十名在铁路沿线行走的村民，并破坏多处信号机和电缆等铁路设施。晚上10时35分，列车通过八庙站时才被车站值班员发现异常情况并立即通知司机停车。“7·13”重大路外伤亡事故导致22人死亡、16人受伤[參⁠ 10]。

- 2008年6月8日凌晨2时44分，达成铁路有限责任公司南充机辆段的东风4B型3621号机车，附挂南充机辆段的东风4DF型4034号机车（无火回送），牵引40074次货运列车经由达成铁路运行。当列车运行至成都市金堂县赵镇悦来渡口附近、达成铁路金堂至道观音间K302+938M处，线路右侧山上岩石受同年5月的汶川大地震以及连续降雨影响，山体砂岩结构突然崩塌下落并侵入铁路范围，司机发现前方线路受阻后立即施行紧急制动，但列车停车不及并在K302+805M处撞上落石，两台机车及机车后的10节车辆脱轨及颠覆。事故导致本务机车司机及机后第9位车辆押运员死亡，东风4B型3621号机车大破，东风4DF型4034号机车中破，货车报废10辆、小破1辆，中断达成线正线行车15小时46分，构成货物列车脱轨较大事故[參⁠ 11][參⁠ 12][參⁠ 13]。两台机车后来被送往南车成都机车车辆公司进行修复。

## 註解
1. ↑  T8908/8911次列车除外，该对列车使用DC600V直供电的25G型客车（K245/246次列车车底套跑）。
2. ↑   註: